# 브룩다약과일박쥐
브룩다약과일박쥐(Dyacopterus brooksi)는 큰박쥐과에 속하는 박쥐의 일종이다. 수마트라섬의 토착종이다. 이전에는 다약과일박쥐(Dyacopterus spadiceus)의 아종으로 간주했다.